# Oxsjön (Askims socken, Västergötland)
Oxsjön är en sjö i Göteborgs kommun i Västergötland och ingår i Kungsbackaån-Göta älvs kustområde. Sjön är 8,8 meter djup, har en yta på 0,169 kvadratkilometer och befinner sig 64,8 meter över havet. Oxsjön ligger i Sandsjöbacka Natura 2000-område.

## Delavrinningsområde
Oxsjön ingår i det delavrinningsområde (639178-127026) som SMHI kallar för Rinner mot Askims fjord. Medelhöjden är 50 meter över havet och ytan är 35,74 kvadratkilometer. Det finns inga avrinningsområden uppströms utan avrinningsområdet är högsta punkten. Avrinningsområdets utflöde mynnar i havet, utan att ha någon enskild mynningsplats. Avrinningsområdet består mestadels av skog (39 %) och öppen mark (19 %). Avrinningsområdet har 0,1 kvadratkilometer vattenytor vilket ger det en sjöprocent på 0,3 %. Bebyggelsen i området täcker en yta av 12,67 kvadratkilometer eller 35 % av avrinningsområdet.

## Bilder

Oxsjön
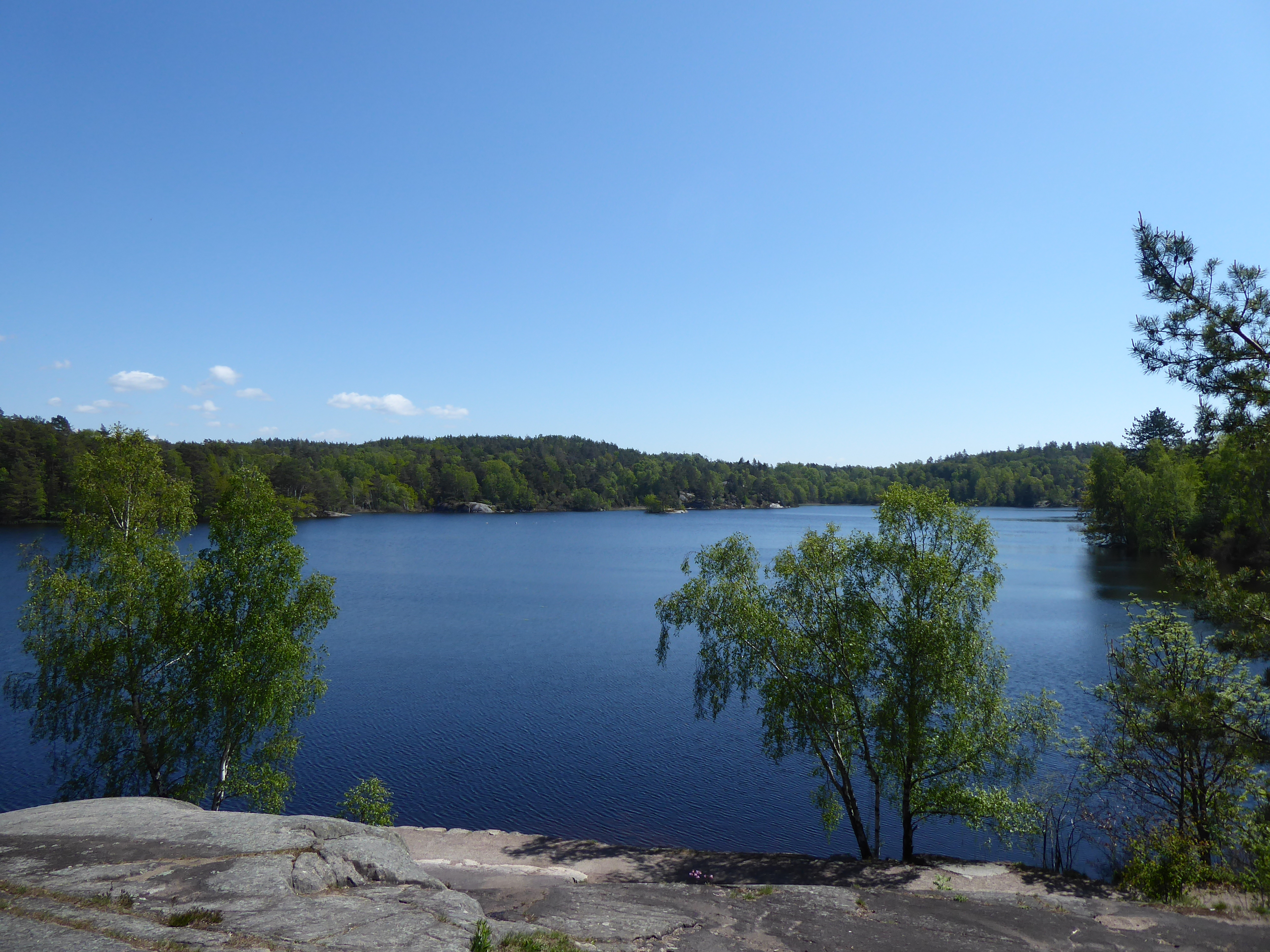
Oxsjön från den västra stranden, riktning söder, den 29 maj 2021.
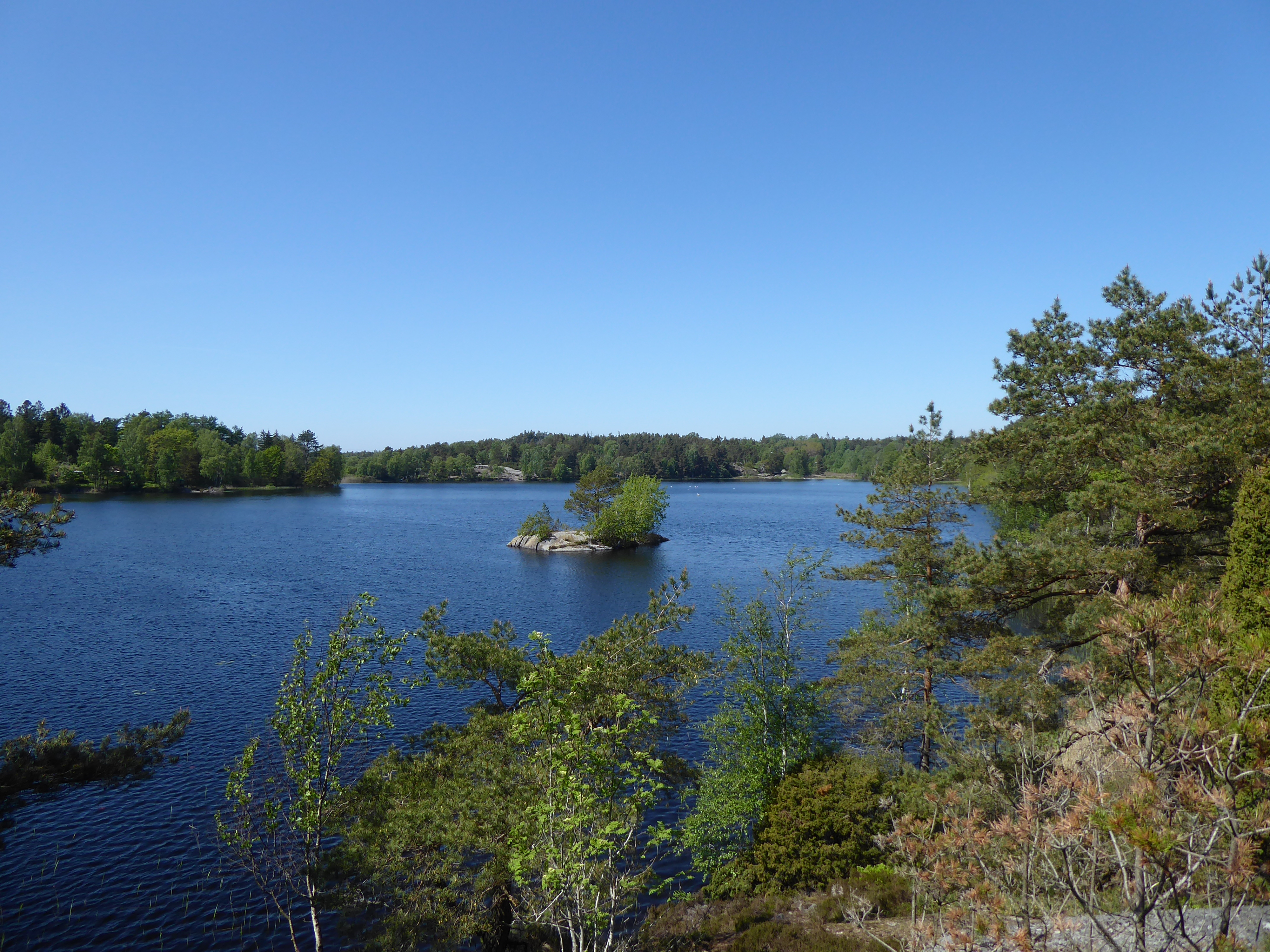
Oxsjön från östra sidan riktning mot norr den 29 maj 2021.
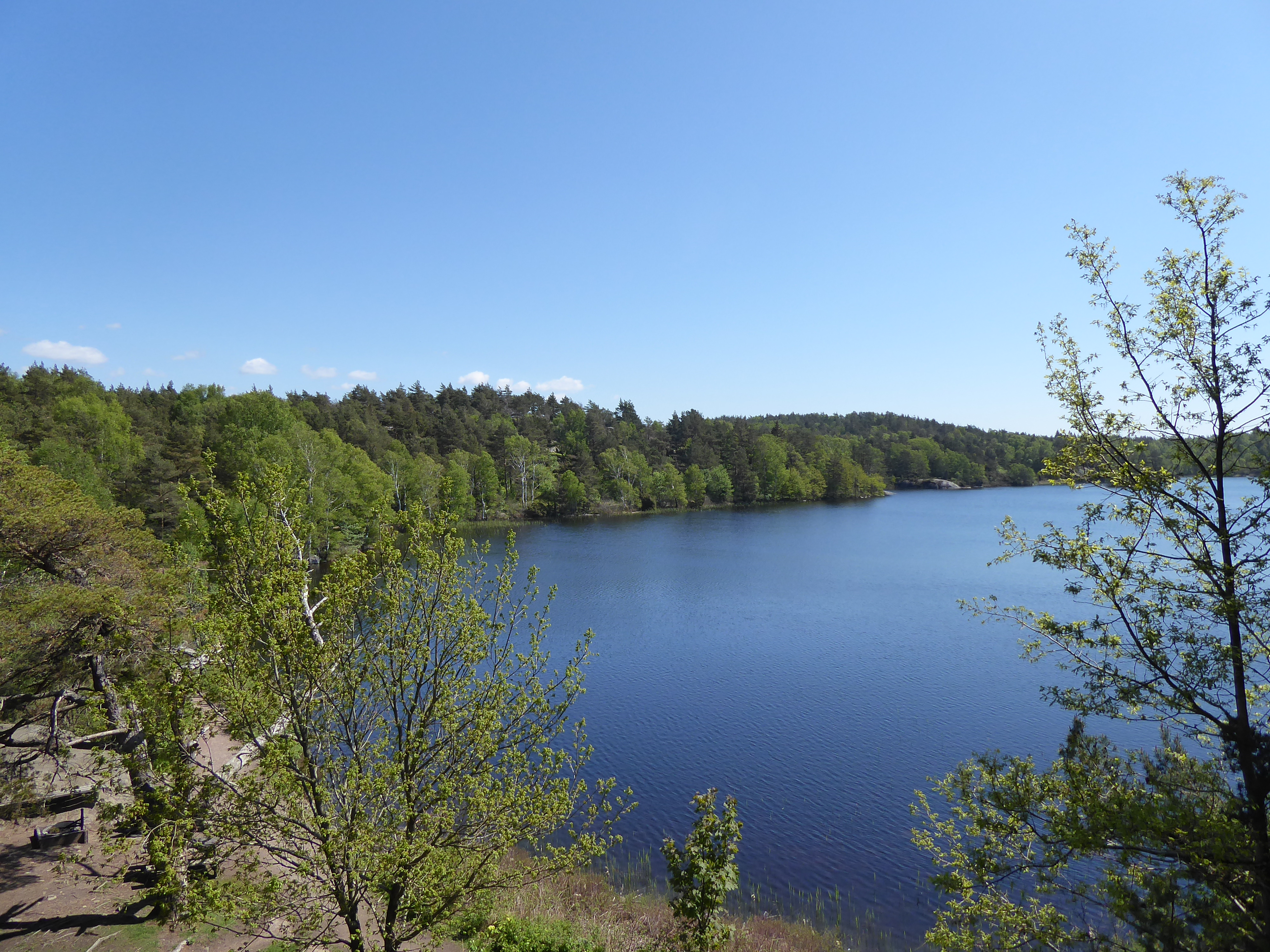
Oxsjön från nordväst riktning sydöst den 29 maj 2021.